# Sergent Garcia
I Sergent García sono un gruppo musicale franco-spagnolo. Sono divenuti famosi per l'originalità della loro musica, un misto di reggae, salsa muffin, ritmi africani e un po' di rock. I loro testi parlano d'amore, di povertà, del subcomandante Marcos e dello sciamanesimo.

## Storia
Nel 1983 il cantante Bruno Garcia formò il gruppo punk Ludwig von 88 con il quale conseguì un discreto successo. Bruno Garcia è francese, ma proviene da una famiglia spagnola e per questo motivo a partire dal 1996 iniziò a creare una musica in cui confluivano diversi generi come la salsa latino-americana e il punk. Nel 1997 produsse il suo primo album: "Viva el Sargento". Grazie a numerosi tour in Spagna e in Francia i Sergent Garcia ottennero un grande successo commerciale.

## Discografia
- Viva el Sargento 1997 - Labels
- Un poquito quema'o 1999 - Labels
- Sin fronteras 2001 - Labels
- La semilla escondida 2003 - Labels
- Best of Sergent García 2005 - Labels
- Mascaras 2006 - Labels
- Una y otra vez 2011 - Cumbancha